# 古沢良太
古沢 良太（こさわ りょうた、1973年8月6日 - ）は、日本の脚本家・戯曲家・イラストレーター。神奈川県厚木市出身。東海大学文学部日本文学科卒業。

## 略歴・人物
2002年、28歳の時に『アシ!』で第2回テレビ朝日21世紀新人シナリオ大賞を受賞しデビュー。
2016年にはデータニュース社によるテレビ視聴アンケート「テレビウォッチャー」（対象3000人）において、2012年4月以降に放送されたテレビドラマの脚本家別満足度ランキングで、『リーガル・ハイ』シリーズや『デート〜恋とはどんなものかしら〜』が高満足度基準の3.7を上回る高数値を記録し、“高満足度脚本家”1位となった。
古沢自身は無口で、人と話をするのが苦手である。既婚者で、2児の父。
少年時代は漫画家志望で、1992年には集英社の漫画新人賞・手塚賞に応募し準入選になったこともある。手塚治虫が漫画家を目指す若者に「漫画だけじゃなく映画も観なさい」と助言していたと知り、名作映画を数々観て学んでいるうちに脚本に興味を持つようになった。そのため、脚本を執筆する際は、誰にも見せることはないが映像をイメージしてスケッチブックに画を描くという。

## 主な脚本作品
古沢オリジナル脚本は太字

### 実写映画
- ALWAYS 三丁目の夕日（2005年）
- キサラギ（2007年）
- ALWAYS 続・三丁目の夕日（2007年）
- 釣りキチ三平（2009年）
- 60歳のラブレター（2009年）
- 探偵はBARにいる （2011年）
- ALWAYS 三丁目の夕日'64（2012年）
- 外事警察 その男に騙されるな（2012年）
- 映画 鈴木先生（2013年）
- 探偵はBARにいる2 ススキノ大交差点（2013年）
- 少年H（2013年）
- 寄生獣（2014年）
- 寄生獣 完結編（2015年）
- エイプリルフールズ（2015年）
- スキャナー 記憶のカケラをよむ男（2016年）
- ミックス。（2017年）[4][6] - 原作兼任
- 探偵はBARにいる3（2017年）
- コンフィデンスマンJP -ロマンス編-（2019年）
- コンフィデンスマンJP -プリンセス編-（2020年）
- コンフィデンスマンJP -英雄編-（2022年）
- レジェンド&バタフライ（2023年）[7]

### テレビドラマ
- アシ!（2002年、テレビ朝日）
- 動物のお医者さん 第3話、第5話、第7話、第8話、最終話Bパート（2003年、テレビ朝日）
- 相棒シリーズ（2005年 - 、テレビ朝日・東映）
  - season4（2005年 - 2006年） - 第2話、第8話、第10話、第16話、第19話
  - season5（2006年 - 2007年） - 第2話、第7話、第11話、第16話
  - season6（2008年） - 第11話、第12話
  - season7（2009年） - 第15話
  - season8（2010年） - 第18話
  - season9（2011年） - 第10話
  - season10（2012年） - 第12話
  - season11（2013年） - 第18話
  - season12（2014年） - 第18話
- 警視庁捜査一課9係 season1 第8話（2006年、テレビ朝日・東映）
- おいしいごはん 鎌倉・春日井米店（2007年、テレビ朝日・石原プロモーション）
- 土曜ワイド劇場「変装捜査官・麻生ゆき3」（2007年、テレビ朝日・共同テレビ）
- ゴンゾウ 伝説の刑事（2008年、テレビ朝日・東映）
- 外事警察（2009年、NHK総合・NHKエンタープライズ）
- 鈴木先生（2011年、テレビ東京・アスミック・エース）
  - 鈴木先生の結婚報告〜待望の休暇も心の汗が止まらないッ！〜（2013年）
- リーガル・ハイ（2012年、フジテレビ・共同テレビ） 
  - リーガル・ハイ スペシャル（2013年）
  - リーガルハイ（第2期）（2013年、フジテレビ）※挿入歌作詞・おやじいぬキャラクターデザインも担当
  - リーガルハイ スペシャル（2014年）
- デート〜恋とはどんなものかしら〜（2015年、フジテレビ・共同テレビ） -
  - デート〜恋とはどんなものかしら〜2015夏 秘湯（2015年）
- コンフィデンスマンJP（2018年、フジテレビ）[8]
  - コンフィデンスマンIG（2019年）
  - コンフィデンスマンJP 運勢編（2019年）
  - コンフィデンスマンMC（2020年）
- 大河ドラマ （NHK）
  - 鎌倉殿の13人（脚本協力、2022年12月18日放送 最終回、NHK）
  -  どうする家康（2023年、NHK）[9]

エンジェルフライト 国際霊柩送還士（2024年6-7月、NHK-BS）

### 配信ドラマ
- エンジェルフライト （2023年、Amazon Prime Video）[10]

### 人形劇
- Q 〜こどものための哲学〜（2015年、Eテレ）[4]

### 舞台
- ホイサッサ!（2002年、48BLUES）
- キサラギ（2003年、48BLUES）※映画『キサラギ』はこの舞台を映画用に再構成したもの
- voice4 テレアサ戦隊アナレンジャー SHOW MUST GO ON（2004年、テレ朝アナウンサー総出演の舞台）
- voice5リターンズ　愛のテレ朝内閣（2006年、同上）
- 幻蝶（2012年、シアタークリエ）
- 趣味の部屋（2013年、2015年、PARCO劇場）
- 悪童（2015年、TEAM NACS第15回公演）
- 音楽劇「GREAT PRETENDER グレートプリテンダー」（2021年、監修）

### テレビアニメ
- GREAT PRETENDER（2020年、フジテレビ）

### 劇場アニメ
- GAMBA ガンバと仲間たち（2015年）
- 映画ドラえもん のび太と空の理想郷（2023年）[11]

### Webアニメ
- GREAT PRETENDER razbliuto（2024年、脚本監修[12]）

## 書籍

### 小説
- おいしいごはん 鎌倉・春日井米店（2007年12月 角川書店）
- 小説版 スキャナー 記憶のカケラをよむ男（2016年3月 集英社文庫）[13]

### シナリオ集
- キサラギ シナリオ版（2008年2月 白水社）

### 漫画
- ネコの手は借りません。（2017年3月 - 6月 「cakes」連載）[4]

## 受賞歴
- 第2回テレビ朝日21世紀新人シナリオ大賞（『アシ!』）
- 第29回日本アカデミー賞 最優秀脚本賞（『ALWAYS 三丁目の夕日』）[14]
- 第27回向田邦子賞（『ゴンゾウ 伝説の刑事』）[15]
- 第58回ザテレビジョンドラマアカデミー賞 脚本賞（『ゴンゾウ 伝説の刑事』）[16]
- 日本民間放送連盟賞 テレビドラマ番組部門 優秀賞（『相棒 season5』 第11話「バベルの塔」）[17]
- ギャラクシー賞 6月度月間賞（『鈴木先生』）
- 日本民間放送連盟賞 テレビドラマ番組部門 最優秀賞（『鈴木先生』）[18]
- 第31回日本アカデミー賞 優秀脚本賞（『キサラギ』『ALWAYS 続・三丁目の夕日』）[19][20]
- 第35回日本アカデミー賞 優秀脚本賞（『探偵はBARにいる』）[21]
- ギャラクシー賞 6月度月間賞（『リーガル・ハイ』（第1期））
- 第39回放送文化基金賞 テレビドラマ番組部門 脚本賞（『リーガル・ハイ』（第1期））[22]
- 第73回ザテレビジョンドラマアカデミー賞 脚本賞（『リーガル・ハイ』（第1期））[23]
- 第79回ザテレビジョンドラマアカデミー賞 脚本賞（『リーガル・ハイ』（第2期））
- 第84回ザテレビジョンドラマアカデミー賞 脚本賞 （『デート〜恋とはどんなものかしら〜』）[24]
- 第24回橋田賞 橋田賞（『デート〜恋とはどんなものかしら〜』）[25]
- 第12回コンフィデンスアワード・ドラマ賞（『コンフィデンスマンJP』）[26]